# Le Grand Grimoire
Le Grand Grimoire, aussi appelé Dragon rouge, est un grimoire de magie noire, qui aurait été écrit par un certain Antonio Venitiana del Rabina en 1522 à partir de sources plus anciennes qui remonteraient au roi des Juifs Salomon. Cependant, pour Owen Davies, historien spécialiste de l'histoire de la magie et de la sorcellerie, les origines de ce texte remontent au plus tôt au XIXe siècle ; c'est donc un essai d'imitation d'écrits ésotériques durant une période d'engouement pour le Moyen Âge et l'occulte, notamment avec le mouvement romantique.
Comme vu plus haut, le texte affirme être originaire de manuscrits de Salomon, il fait donc partie de la longue tradition d'œuvres (avec le Testament de Salomon, les Clavicules de Salomon, le Lemegeton, etc.) décrivant ce roi comme un sorcier ayant reçu à l'origine ses pouvoirs de Dieu,,,.
Le contenu du livre décrit plusieurs démons ainsi que les rituels pour les invoquer dans le but de passer un pacte avec eux. Il détaille également plusieurs sortilèges permettant de gagner à la loterie, de parler aux esprits, de se faire aimer d'une fille, de se rendre invisible, etc.

## Les démons
L'ouvrage mentionne notamment les trois « principaux esprits infernaux »  :
- Satan ou Lucifer, empereur
- Belzébuth, prince
- Astaroth, grand duc

Il cite également six autres démons importants qui dirigent de nombreux subalternes, mais qui sont inférieurs aux premiers :
- Lucifuge Rofocale, premier ministre
- Satanachia, grand général
- Agaliarept, général
- Fleurety, lieutenant-général
- Sargatanas, brigadier
- Nebiros, maréchal de camp

#### Source primaire
« Le Dragon rouge, ou l'art de commander les esprits célestes, aériens, terrestres, infernaux, avec le vrai secret de faire parler les morts, de gagner toutes les fois qu'on met aux loteries, de découvrir les trésors cachés, etc. », Google Livres [site internet], 23.07.2015, 107 p.
« Le Grand Grimoire, ou l'art de commander les esprits célestes, aériens, terrestres, infernaux, avec le vrai secret de faire parler les morts, de gagner toutes les fois qu'on met aux loteries, de découvrir les trésors cachés, etc. », Joseph Hagan Peterson (éd.), Twilit Grotto : Archives of Western Esoterica [site internet], 21.10.2020 (1999).

#### Littérature secondaire

##### Ouvrages
- Jean-Patrice Boudet, Entre science et « nigromance » : astrologie, divination et magie dans l'Occident médiéval (XII-XVe siècle), Paris, Publications de la Sorbonne, 2006, 624 p.
- Jan Nicolaas Bremmer et Jan Veenstra, The Metamorphosis of Magic from Late Antiquity to the Early Modern Period, Louvain, Peeters, 2002, 317 p.
- Owen Davies, Grimoires : A History of Magic Books, Oxford, Oxford University Press, 2010, 368 p.
- Allegra Iafrate, The Long Life of Magical Objects : A Study of the Solomonic Tradition, Penn State University Press, 2020, 248 p
- Richard Kieckhefer, Magic in the Middle Ages, Cambridge ; New York, Cambridge University Press, 1989, 219 p.
- Claude Lecouteux, Histoire légendaire du roi Salomon, Paris, Imago, 2020, 269 p.
- Claude Lecouteux, Le livre des grimoires. De la magie au Moyen Age, Paris, Imago, 2002, 300 p.
- Jean-Michel Sallmann (dir.), Dictionnaire historique de la magie et des sciences occultes, Paris, Librairie générale française, 2006, 832 p.
- Jean Servier (dir.), Dictionnaire critique de l'ésotérisme, Paris, Presses universitaires de France, 1998, 1449 p.
- Pablo Antonio Torijano, Solomon the Esoteric King : from King to Magus, Development of a Tradition, Leyde, Brill, 2002, 333 p.
- Karel Van den Toorn et al. (éd.), Dictionary of Deities and Demons in the Bible, Leyde, Brill ; Grand Rapids, William Eerdmans, 1999, 960 p.
- Julien Véronèse, L’« Ars notoria » au Moyen Âge : introduction et édition critique, Florence, Société internationale pour l'étude du Moyen Âge latin : édition de Galluzzo, 2007, 309 p.

##### Articles
- Meir Bar-Ilan, « Pablo A. Torijano's Solomon the Esoteric King », Review of Rabbinic Judaism, 7, 2004, p. 247-255.
- Jean-Marc Mandosio, « Problèmes et controverses à propos de quelques publications récentes sur la magie au Moyen Âge », Aries, 7, 2007, p. 207-225.
- André Paul, « Livres dits de Salomon », Encyclopaedia Universalis, sans date.
- Shalev-Eyni Sarit, « Solomon, his Demons and Jongleurs : the Meeting of Islamic, Judaic and Christian Culture », Al-Masaq. Journal of the Medieval Mediterranean, 18, 2006, p. 145-160.